# Nakatsukasa (poetka)
Nakatsukasa (jap. 中務 Nakatsukasa; ur. około 912, zm. po 989) – japońska poetka, tworząca w okresie Heian. Zaliczana do Trzydziestu Sześciu Mistrzyń Poezji i Trzydziestu Sześciu Mistrzów Poezji.
Córka poetki o przydomku Ise i księcia Atsuyoshiego (syna cesarza Udy). Wyszła za mąż za Minamoto no Saneakirę.
Na polecenie cesarza Murakamiego zebrała utwory swojej matki w kompilacji znanej jako Ise shū. Jej własne utwory zebrane zostały w zbiorze Nakatsukasa shū. 60 utworów autorstwa Nakatsukasy zostało opublikowanych w cesarskich antologiach poezji.